# Christin Steuer
Christin Steuer (Berlino Ovest, 6 marzo 1983) è una tuffatrice tedesca.
È specializzata nelle gare dalla piattaforma da 10 m.

## Palmarès
- Mondiali

Melbourne 2007: bronzo nella piattaforma 10 m.
Shanghai 2011: bronzo nel sincro 10 m.
- Europei di nuoto/tuffi

Budapest 2006: bronzo nella piattaforma 10 m.
Budapest 2010: oro nella piattaforma 10 m e nel sincro 10 m.
Torino 2011: argento nel sincro 10 m.
Eindhoven 2012: bronzo nel sincro 10 m.

## Riconoscimenti
- LEN Award: 2010